# اچ‌ام‌اس ال۲۶
اچ‌ام‌اس ال۲۶ (به انگلیسی: HMS L26) یک زیردریایی بود که طول آن ۲۲۸ فوت (۶۹ متر) بود. این زیردریایی در سال ۱۹۱۹ ساخته شد.